# Love Will Never Do (Without You)
Love Will Never Do (Without You) è un brano della cantante statunitense Janet Jackson estratto nel 1990 come settimo singolo dall'album Rhythm Nation 1814.
La cantante interpretò questa canzone durante la maggior parte dei suoi tour di concerti.
Macy Gray ne fece una cover nel 2001 come omaggio a Janet Jackson durante la puntata di MTV Icon a quest'ultima dedicata.

## Descrizione
Jimmy Jam e Terry Lewis inizialmente volevano fare di Love Will Never Do (Without You) un duetto. Secondo quanto scritto da Fred Bronson in The Billboard Book of Number 1 Hits, il duo di produttori pensò alla possibilità di contattare Prince, Johnny Gill o comunque un qualche artista maschile. Per questo motivo, quando Janet incise la prima strofa della canzone, Jimmy Jam le disse: « Cantala bassa come farebbe un uomo. » Sebbene l'idea di farne un duetto fu accantonata, il cantato della Jackson durante la prima strofa fu lasciato in un'ottava bassa, mentre sale di un'ottava con la seconda strofa, dando alla canzone quasi il tono di una conversazione a due voci.

## Accoglienza
La canzone diventò la quinta numero 1 di Janet nella classifica di Billboard e il settimo singolo dell'album Rhythm Nation 1814 ad entrare nei primi dieci posti, stabilendo un record. Inoltre, grazie a questa canzone, la Jackson diventò l'unica artista ad aver avuto quattro numeri 1 dallo stesso album nell'arco di tre differenti anni, Miss You Much nel 1989, Escapade e Black Cat nel 1990, e Love Will Never Do nel 1991.

## Il video
Il video fu diretto dal fotografo Herb Ritts, già al fianco di Madonna nel videoclip di Cherish, e coreografato da Tina Landon. Le riprese furono realizzate il 13 settembre 1990.
Il video di Love Will Never Do (Without You) cambiò radicalmente l'immagine di Janet Jackson. A differenza che nei suoi precedenti, qui la cantante porta i capelli biondi e lisci e indossa abiti semplici e leggeri che valorizzano le sue forme. Il suo look si allontana definitivamente da quello di ragazza della porta accanto, sempre vestita con un blazer nero, l'aveva caratterizzata durante gli anni Ottanta, per farsi più sensuale, romantico e adulto.
Originariamente la popstar doveva indossare un abito lungo ma Ritts decise alla fine di ritrarla solo con un top nero e un paio di jeans attillati, su un lungomare deserto. Nel video compaiono gli attori (e in seguito anche modelli di intimo per Calvin Klein) Antonio Sabàto Jr. e Djimon Hounsou.
Agli MTV Video Music Awards del 1991 il video si aggiudicò il premio come "Miglior video di un'artista femminile" e fu nominato anche nelle categorie  "Migliore coreografia" e "Migliore direzione artistica".
Rolling Stone lo elesse tredicesimo nella classifica dei "100 migliori video musicali". VH1 lo pose al 72º posto della sua "lista dei migliori video" e MTV lo collocò all'88ª posizione.
Il video fu girato in due versioni: una in bianco e nero e l'altra a color seppia. Nella raccolta di video di Janet Jackson Design of a Decade 1986/1996 le due versioni sono fuse in una.

## Classifiche
| Posizione | 89 | 48 | 31 | 24 | 17 | 11 | 11 | 7 | 4 | 1 | 2 | 3 | 5 | 10 | 20 | 30 | 40 | 48 | 64 | 79 | 89 | 100 |

### Classifiche settimanali
| Classifica (1990/1991) | Posizione massima |
| ---------------------- | ----------------- |
| Australia              | 14                |
| Canada                 | 1                 |
| Giappone               | 2                 |
| Irlanda                | 22                |
| Nuova Zelanda          | 27                |
| Paesi Bassi            | 33                |
| Regno Unito            | 34                |
| Stati Uniti            | 1                 |
| Dance (Stati Uniti)    | 4                 |

### Classifiche annuali
| Paese (1991) | Posizione |
| ------------ | --------- |
| Canada       | 25        |
| Stati Uniti  | 19        |